# Sundiata Acoli
Sundiata Acoli (Decatur, 14 gennaio 1937) è un attivista e politico statunitense.
Fu membro del movimento delle Pantere Nere e dell'Esercito di Liberazione dei Neri. Nel 1974 fu condannato all'ergastolo per aver ucciso un poliziotto dello stato del New Jersey. Acoli fu scarcerato sulla parola nel 2022, all'età di 85 anni.

## Gli inizi
Acoli nacque il 14 gennaio 1937 a Decatur, nel Texas e crebbe a Vernon, nel Texas. Si diplomò nella High School all'età di 15 anni e si laureò all'età di 19 anni presso la Prairie View A&M University nel 1956 con una tesi in matematica. Dopo l'università, divenne un analista informatico presso la NASA, lavorando nella Base aerea di Edwards in California. Nel 1963 si trasferì a New York City, rimanendo coinvolto nel movimento per i diritti civili degli afroamericani, prima di trasferirsi nuovamente nell'estate del 1964 nello stato del Mississippi, continuando ivi il suo attivismo per i Diritti Civili.
Acoli si radicalizzò a seguito dell'assassinio di Martin Luther King avvenuto in aprile del 1968 e nello stesso anno entrò nel ramo di Harlem del Partito delle Pantere Nere come responsabile delle finanze. Fu arrestato il 2 aprile 1969, per di cospirazione nel caso Pantera 21, i cui membri furono accusati di aver pianificato un attacco con bombe e un fucile a lunga gittata contro due stazioni di polizia e un ufficio di formazione a New York. Un gruppo chiamato Computer People for Peace (tecnici informatici per il popolo) raccolse un importo di $50 000 di cauzione per lui ma il giudice respinse la sua richiesta di liberazione sotto cauzione. Acoli e gli altri accusati furono infine prosciolti da tutte imputazioni di questo caso.

## Sparatoria al casello nel New Jersey

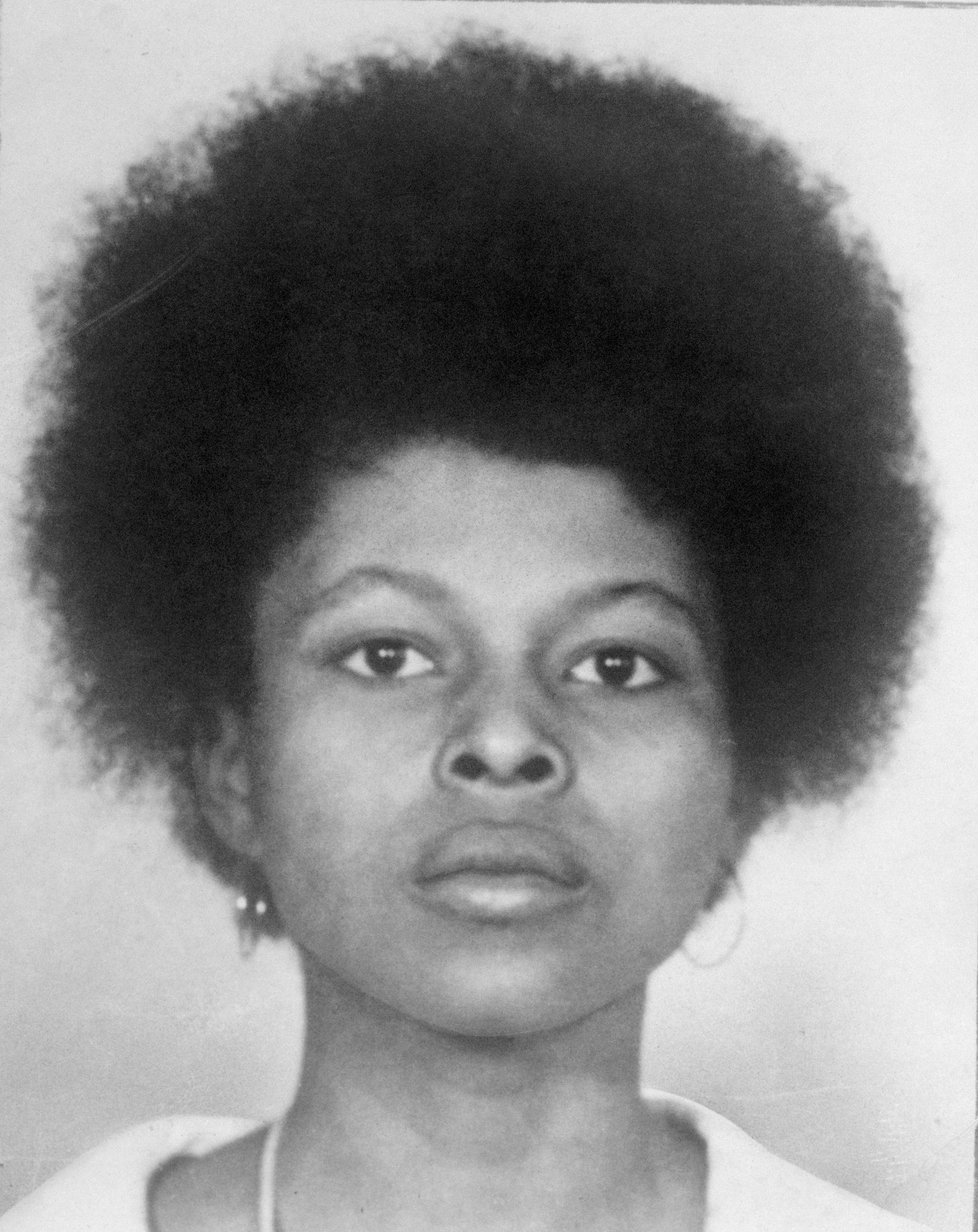
Assata Shakur (ritratto nel 1971), che accompagnò Acoli e Zayd Malik Shakur nella notte del 2 maggio 1973

Il 2 maggio 1973, alle ore 12:45 a.m. circa, Acoli, insieme a Zayd Malik Shakur (nato James F. Costan) e Assata Shakur (nata JoAnne Chesimard), furono fermati al casello autostradale di East Brunswick, nel New Jersey, a causa di un fanalino di coda dell'auto su cui viaggiavano spento, dall'agente della polizia stradale James Harper, subito seguito dal collega Werner Foerster in una seconda auto di pattuglia. Il loro veicolo stava inoltre superando i limiti di velocità. Le registrazioni dell'agente Harper mentre chiamava il controllore furono udite ai processi contro Acoli e Assata Shakur. La fermata si verificò a 183 metri a sud di quello che allora era l'edificio dell'amministrazione della Turnpike Authority. Acoli stava guidando il veicolo a due porte, Assata Shakur era seduta di fianco al guidatore e Zayd Shakur si trovava a destra sul sedile posteriore. L'agente Harper chiese al guidatore un documento d'identità, chiedendogli anche di uscire dall'autoveicolo e si mise a discutere con lui dietro il medesimo.
È a questo punto, con l'interrogatorio di Acoli, che le versioni a confronto incominciano a differire. Comunque, nella sparatoria che seguì, l'agente Foerster fu colpito alla testa con la sua stessa arma due volte e morì, Zayd Shakur fu ucciso mentre Assata Shakur e l'agente Harper rimasero feriti.
Secondo le affermazioni iniziali della polizia, a questo punto uno o più dei sospettati cominciò a sparare con pistole automatiche e l'agente Foerster sparò quattro volte prima di cadere mortalmente ferito. Al processo di Acoli, Harper testimoniò che la sparatoria ebbe inizio "secondi" dopo che era arrivato Foerster sulla scena. A questo processo, Harper disse che Foerster entrò nel veicolo, ne uscì tenendo una pistola automatica e un caricatore pieno, e disse "Jim, guarda che cosa ho trovato", mentre fronteggiava Harper dietro il veicolo. A questo punto, ad Assata Shakur e a Zayd Shakur fu ordinato di porre le loro mani in alto e non muoversi; Harper disse che allora Assata Shakur si piegò verso la sua gamba destra, estrasse una pistola, e gli sparò nelle spalle, dopo di che si ritirò dietro il veicolo. Su richiesta della pubblica accusa (avvocato C. Judson Hamlin) Harper disse di aver visto Foerster colpito appena Assata Shakur fu abbattuto dalle pallottole della pistola di Harper. Nella sua dichiarazione iniziale davanti alla giuria, Hamlin disse che Acoli sparò a Foerster con una pistola automatica calibro .38 e quindi utilizzò quella di Foerster per "giustiziarlo". Secondo le testimonianze degli investigatori della Polizia dello Stato, due pistole semi-automatiche inceppate furono trovate accanto al corpo di Foerster.
Nella versione di Shakur sugli eventi, lei disse che le fu sparato mentre teneva le mani alzate e ne rimase ferita e quindi non avrebbe potuto uccidere Foerster. Acoli disse che in quel momento egli era stato colpito da una pallottola, svenne e non poteva ricordare che cosa era successo.
Acoli quindi guidò l'auto (una Pontiac LeMans bianca con targa del Vermont)—in cui vi erano Assata Shakur, che era ferita, e Zayd Shakur, che era morto o stava morendo—8 km lungo la strada. Al veicolo fu data la caccia da tre autopattuglie e i caselli lungo l'autostrada furono allertati. Acoli quindi uscì dall'auto e, dopo che gli era stato ordinato di fermarsi da un agente, fuggì nel bosco mentre l'agente gli sparava. Assata Shakur allora camminò verso l'agente con le sue braccia sanguinanti in alto in segno di resa. Acoli fu catturato dopo una caccia all'uomo di 36 ore—con 400 agenti, elicotteri della Polizia statale e segugi. Il corpo di Zayd Shakur fu trovato in un canale lungo la strada.

## Carcere
Una giuria condannò Acoli all'ergastolo per omicidio di primo grado nel 1974, senza la possibilità di libertà provvisoria sulla parola prima di aver scontato 25 anni di carcere. La sua prima richiesta di libertà condizionata nel 1993 gli fu negata e così successivamente per sette volte finché la Corte Suprema del New Jersey accolse la sua domanda il 10 maggio 2022, dopo aver deciso che Acoli non era più una minaccia per la società.
Entrato nella prigione di stato del New Jersey, fu successivamente confinato in una unità nuova e creata appositamente per lui (Management Control Unit  = MCU) e per altri prigionieri politici, ove rimase per quasi cinque anni.
Nel settembre 1979, Acoli fu trasferito nel penitenziario federale di Marion, nell'Illinois. Nel luglio del 1987 fu nuovamente trasferito, questa volta nel penitenziario federale di Leavenworth, nel Kansas. Nell'autunno del 1992, a Sundiata Acoli fu ancora negata la libertà provvisoria sulla parola e così ancora nel 2012. Il 29 settembre 2014, la corte di appello dello Stato del New Jersey gli concesse infine la richiesta di libertà provvisoria sulla parola, benché lo stato del New Jersey avesse appellato questa sentenza.
Un tribunale di più alto livello rovesciò questa sentenza nel febbraio 2017. Il 21 novembre 2017 il tribunale di appello negò il rilascio sulla parola e ad Acoli non fu consentita l'autorizzazione a richiedere nuovamente il rilascio sulla parola fino al 2032, quando egli avrebbe avuto l'età di 94 anni. Comunque, la Corte Suprema del New Jersey ordinò che egli avesse diritto a chiedere nuovamente la libertà su parola, e questa gli venne concessa nel maggio 2022, all'età di 85 anni.

## Cultura popolare
Sundiata Acoli è citato nella canzone Sunshine dell'artista di musica hip hop Yasiin Bey insieme a Mumia Abu-Jamal e Assata Shakur.